# 乙アリス
乙 アリス（おつ ありす、1993年12月19日 - ）は、日本のAV女優。エルプロモーション所属。かつて、聖菜アリサ、水嶋アリスとして活動していた。

## 略歴
2013年に「聖菜 アリサ（せいな ありさ）」としてデビューしたロリ系AV女優。所属事務所はファイブプロモーション。
撮影会のコスプレモデルをしていた際に、AV女優と知り合ったことがデビューのきっかけだが、当初はAVという仕事に嫌悪感すら抱いていた。保険業への就職を機に一時休養したのちに復帰。退職したい思いが芽生え始め、パブリシティを全開示。会社はのちに退職している。
2016年6月18日に開催されたAV女優によるアイドルグループ「マシュマロ3d+」の1周年記念ライブで、同グループの研究生となる「マシュマロ3d+ teamメレンゲ」が誕生し、そのメンバーとなったことが発表され、当日のライブでオープニングアクトを務めた。
2016年7月1日の公式ブログで、所属事務所をDINOに移し「水嶋 アリス（みずしま ありす）」に改名したことを報告。
2016年10月24日に「マシュマロ3d+ teamメレンゲ」から「マシュマロ3d+」に「マシュマロ☆ソーダ」として正式加入。2019年にリーダー就任。

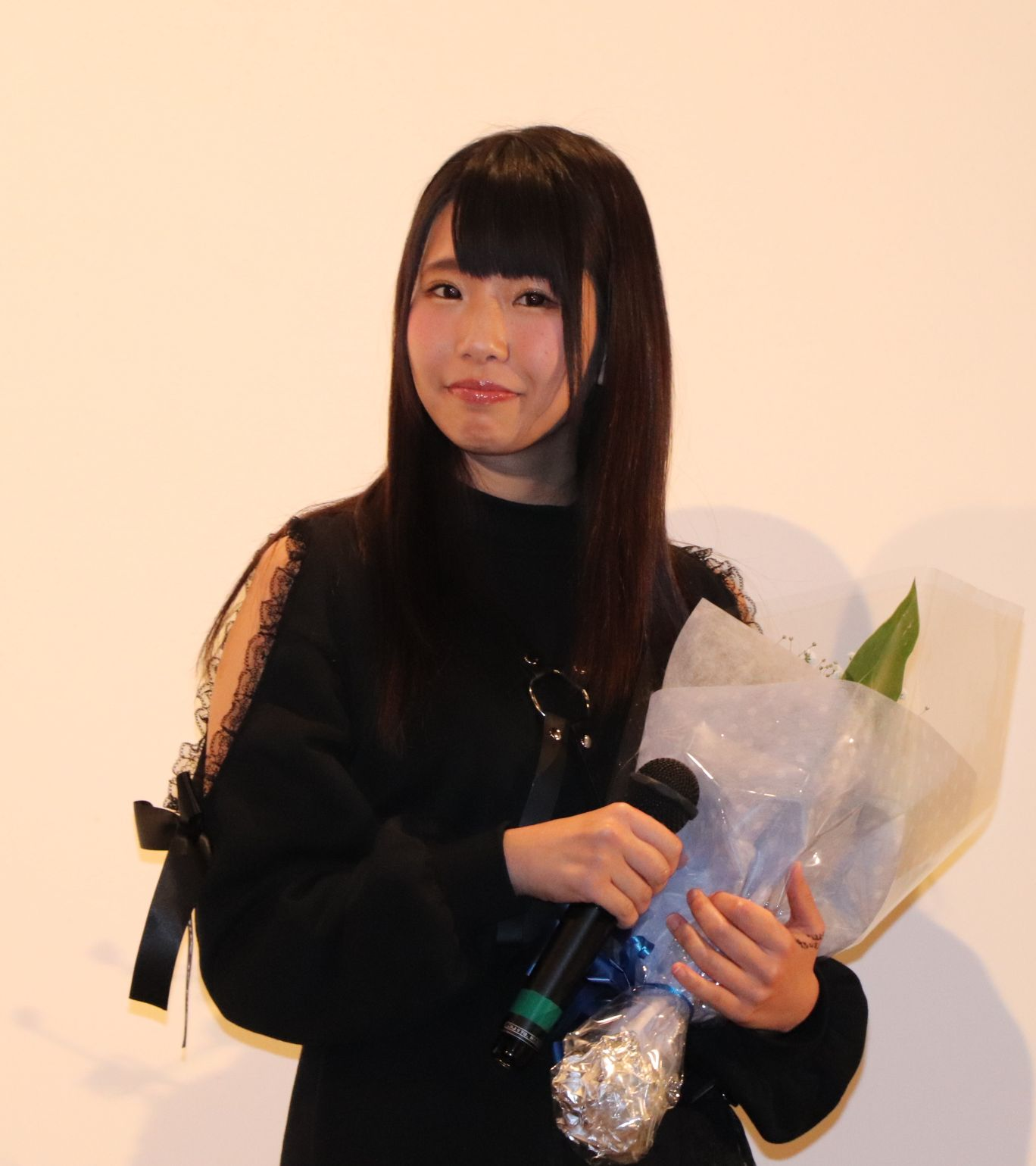
2020年、上野オークラ劇場

2019年7月から2019年9月までの間、クラウドファンディングによる「水嶋アリス初写真集制作プロジェクト!」を実施し、2020年1月撮影が終了、支援者向けリターンを開始。
2020年7月28日、事務所を退所。
2020年9月26日、ありんこちゃん改名披露パーティーを新宿レフカダで開き、所属事務所をエルプロモーションに移し「乙アリス（おつ ありす）」に改名したことを発表。
2020年11月27日、クラブチッタ川崎で行われた「LADY MADONNA-拡大版-I saw her standing there〜その時ハートは盗まれた〜」で乙アリスとして初のライブステージを行った。
2021年より金髪姿、および巨乳に肉体改造を施しキャラクターチェンジ。これで売れなかったら引退しようという勝負をかけた変化だったが、2022年には1年で約200本以上の撮影をこなし、大ブレイクといえる活躍となった。当人はこの時点で金髪ショートがいなかったのでタイミングが良かったからだと述べている。
月刊FANZA発表「このAV女優がすごい!2022夏」女優編7位。同年9月2日、HHHグループによる「トリプルHAPPYキャンペーン2022」キャンペーンガール就任。
2022年10月2日、東京・レフカダ新宿にて単独ライブ「乙アリス共和国2022～乙坂11th TOUR 2022～」を開催。2022年のFANZA女優別ランキング上半期33位から下半期9位へと一気にトップテン入りを果たした。月刊FANZA発表「このAV女優がすごい!2022冬」女優編で第2位を獲得。
2023年3月11日にマシュマロ3D＋を卒業。3月21日、ダンスボーカルグループ「BLACK DIAMOND」を結成し、デジタルシングル「Super Duper」と「hungry spider」の2曲同時リリースでデビュー。BLACK DIAMONDではARIS名義で活動する。同年5月に発表されたアサヒ芸能「2023現役AV女優SEXY総選挙」第48位。FANZA発表・2023年上半期AV女優ランキング12位。
同年8月28日週FANZA動画フロアランキング 週間AVランキングにて『How to学園 観たら【絶対】SEXが上手くなる教科書AV 【連続射精（絶倫）編】』が1位を記録。
2023年9月29日、約4年ぶりに開催された「第12回アニクラTMA AV女優と逢えるアニソン＆J-POPイベント4年ぶりの返り咲き『復活響宴』」（新宿ロフト）に出演。FANZA発表の2023年年間AV女優ランキングでは20位を記録。
2024年2月12週FANZA通販フロアランキングにおいて、出演した『MOODYZファン感謝祭 バコバコバスツアー2024 AV男優発掘＆育成スペシャル!! AV男優を目指す素人16名とAV女優16名の1泊2日大乱交ツアー!』が初登場1位となった。
2024年2月21日、BLACK DIAMONDの脱退を発表。
FANZA動画フロア2024年5月度月間AV女優ランキングにおいて、10位ランクイン。FANZA動画フロア2024年7月度月間AV女優ランキングでは9位ランクイン。FANZA動画フロア2024年8月度月間AV女優ランキングで8位ランクイン。
2024年9月6日、倉本すみれ、美園和花、大槻ひびき、橘メアリー、波多野結衣、吉根ゆりあ、森日向子、木下ひまり、月野江すいと共にFANZA / HHHグループ『トリプルハッピーキャンペーン2024』のキャンペーンガールに就任。
FANZA動画フロア2024年9月度月間AV女優ランキングで3位ランクイン。
FANZA動画フロア2025年1月度月間AV女優ランキングでは5位となる。
2025年8月からmillion内の新レーベル「IROKE」専属女優となる。なお、専属転身発表後、12年のキャリア的に一部でささやかれていたその後の引退についてデラべっぴんRのインタビューにて否定している。
同年7月度FANZA動画フロア月間AV女優ランキングでは9位を記録。

## 人物
千葉県出身。趣味はコスプレイベントで、秘書技能検定試験準1級を取得している。
乃木坂46の伊藤かりんの推しを公言していて、公式ツイッターに握手会や地方ライブへの参戦報告がある。
小学校入学の頃、性に目覚める。3年生くらいの時にはAVごっこをしていた。。初体験は18歳、その翌日アナルも体験する。
芸名は水嶋アリス時代、SNSの挨拶で「おつありす」と書いていたのをそのまま表記を変えたもの。AVライターに勧められ、姓名判断でも画数が良かったためこの芸名にした。
黒髪時代は個性を見いだせずに苦戦。アイドル業でもAV業でも多くいるキャラクターであったため埋没し、その他大勢の役回りが多かった。また、所属事務所の消滅など本人の意図しない改名が相次ぎ認識してもらいづらい状況が続いた。デビュー時期はM役が多く、乙アリスとなってからは痴女の役回りが急増。この経緯から自分はSでもMでもなく、演技することが好きなのだと気づいた。
前述の経歴から『凄テクを我慢できれば生★中出しSEX!』シリーズでは「（遅咲きの）見た目だけギャル」と呼ばれている。

## 作品
出演形態　無印:単体作品、共演者名:2人による共演作、○:複数人による共演作、●+共演者名:2人1組による共演が複数収載、出演者名：出演者が2人のオムニバス作品、□：オムニバス作品

### アダルトDVD

#### 聖菜アリサ
- 美少女即ハメ白書 12（5月21日、ソクハメラボ）□
- くすぐり地獄 悶絶お漏らし女子校生（6月25日、ラハイナ東海）□
- ぐしょ濡れ生徒会長 聖菜アリサ（7月7日、色眼鏡/妄想族）
- 典子 真面目で地味でクラスに必ず一人はいるタイプの女の子 西田典子1○歳（7月12日、ケイアイプランニング）
- 『ブラックジャックによろしく』 THE AV（8月8日、東京ティンティン+）○
- ウブちらGET 街角素人っ娘にパンチラ見せてとリアル軟派! 10（8月10日、ホットエンターテイメント）□
- 手を使わないデカマラフェラ（8月19日、ゑびすさん/妄想族）□
- 仮眠室で先輩ナースが患者のチ○ポをフェラチオしてるのを見てしまった新人ナースは「私も勃起チ●ポ欲しい…」と夜勤中に暴走SEX（9月5日、東京ティンティン+）○
- デリヘルレズビアン 2（9月6日、OFFICE K’S）●比留間千沙
- Girls Talk 031 女子大生がOLを愛するとき…（9月15日、プラム）相武もも
- 敏感な勃起乳首を舐めるレズ 2（10月1日、ゑびすさん/妄想族）○
- ウブでメガネなオタクっ娘 りさ（10月1日、ブロッコリー/妄想族）
- おしっこ止まんないッ!素人娘失禁オイルマッサージ（10月4日、虎堂）□
- アナルNGなM男に突然アナル責め（10月5日、フリーダム）○
- レズキス（10月18日、OFFICE K’S）○
- 未成年裏風俗摘発! 女子校生が働くピンサロ店 3（10月18日、CAT'S EYE）□
- 竿・金玉・アナルの究極3点同時責め! 下半身3点責め!（11月15日、OFFICE K'S）●祐花凛
- エッチなJK6組12人の友達同士が自分たちで撮影したレズっこ見せ合いオナニー（11月15日、プリモ）●窪塚みいな
- お顔にどローリ 濃厚精液 ミルク組 ホットカプセル 4（12月13日、色眼鏡/妄想族）□
- すけべ舌の表裏 垂れる唾液（12月17日、ラハイナ東海）□

- 完全主観 罵倒地獄 Vol.4 〜そのドギツイ痛罵と軽蔑した表情で感じてしまう僕〜（6月5日、フリーダム）□
- 新足裏 生足とストッキングの足裏 Vol.2（7月5日、フリーダム）□
- 「常に性交」デザイン事務所(株)（8月7日、SODクリエイト）○
- 働くお姉さん限定! 危険日直撃! 100万円争奪! 生中出しじゃんけん大会! 7（9月6日、Mr.michiru）○
- 若妻ナンパ性感マッサージ即ハメ もっと気持ちよくなりたいと性欲に目覚めた若妻に、AV男優性感マッサージのスーパーテクニックを無料でお試ししませんかと口説いたら、気持ちよすぎて本番まで出来ちゃいました。2（10月23日、F&A）□
- アナルSEXにトラウマがある女の子が痛がらず最高の笑顔でアナルSEXしているところが見たい! 聖菜アリサ（11月20日、アマチュアインディーズ）

- 彼氏の前でイキガマン!!（1月9日、DIY）□
- 初撮り素人娘 くすぐり（2月16日、フェティッシュジャパン）□
- ヒロイン討伐 70（03月27日、GIGA）井上綾子
- 宇宙特捜アミーVS悪の女軍団 大ピンチ（4月10日、GIGA）○
- 面接パンツ 聖菜アリサ（4月15日、ワニッチ）
- 女子の足指を丁寧に舐める女子（4月19日、ゑびすさん/妄想族）□
- 女幹部軍団絶体絶命（5月22日、GIGA）○
- ヒロインパンチラ（5月22日、GIGA）みおり舞
- 秘密基地〜密室で撮り溜められた少女マニア撮り映像記録〜（5月22日、I.B.WORKS）□
- マゾ淫語 10 聖菜アリサ（6月5日、NITRO）
- 女戦闘員フィラメント（6月26日、GIGA）○
- 熱闘女相撲選手権-裸と裸の大勝負- （7月9日、ROCKET）○
- 想像してみてください、あなたは教師。10人の純真無垢な●学生と突然エレベーターに閉じ込められたら…。あなたが生きている内にやり遂げたかった10のタブー 2（7月10日、V&R PRODUCE）○
- マン汁まで舐めあい、愛し合うレズ性交4（7月19日、ゑびすさん/妄想族）●高山えみり
- 運動音痴 羞恥全裸体力測定2015（7月23日、ROCKET）○
- 投稿 私の汚れた下着（7月25日、パンじみ/妄想族）
- 敏感な乳首（8月1日、ゑびすさん/妄想族）□
- 女ガ女ヲ犯スストーカーレズ OLの濃厚クンニで拒みながらもイカされまくるJK（8月15日、ピーターズ）●水希杏
- せめてゴム付けて…あっ! うわ…これマジで顔バレしちゃうだろ…ってレベルの美人奥さん達が平日の真っ昼間から口説き落とされてAV出演とかどうかしてるぜ。 「ガチンコ中出し!顔出し!人妻ナンパ」in 四谷&赤坂（8月25日、ビッグモーカル）□
- 素人酔ったアニオタ2人に生中出し 007♥ライヴ!酩酊寝ハメられ女、狂気のゲス女の巻（9月1日、プラム）吉川いと
- 素人気狂いマ◎コ生中出し 026 アリサ 22歳（9月15日、プラム）
- ヘンリー塚本原作 人妻変態痴女 公衆便所SEX（10月13日、FAプロ）□
- 女子校の先生になれるビデオ（11月1日、ムーディーズ）○
- スチュワーデス研修会まるごと全員と中出し乱交（11月1日、ズッコン/バッコン）○
- 露出放尿 素人娘をナンパして「オシッコ飲ませてくれませんか?」とお願いしちゃいました!（11月6日、虎堂）□
- 素人のお姉さん ｢チ○ポを洗う｣お仕事してみませんか No3（11月6日、虎堂）□
- 手を使わないフェラチオ Vol.9（11月20日、OFFICE K’S）□
- 花びら大回転!おしゃぶりピンサロ店!（11月27日、REAL）○
- 集団輪姦ドキュメント 鬼畜どもの生贄となった女の終末（12月1日、FAプロ）白石みお
- 新 センズリ見てたら興奮しちゃった素人娘 VOL.17（12月4日、OFFICE K’S）□
- 全裸オイルキャットファイト6 無差別級ドリームGP2015天下統一（12月10日、ROCKET）●小西まりえ
- JKオマ○コおっぴろげ!繰り返しイキまくるマン汁ぴちゃぴちゃ指ズボオナニー（12月15日、プリモ）□

- 一度仕方なく許してしまった近所のショタ君チ○ポとズルズル性交を重ねる内にスローピストンの焦らされ絶頂にハマってしまい近くに我が子がいるのにガニ股イキして声を押し殺しながら中出しを拒めない巨乳ママ（1月21日、アイエナジー）□
- 100万円でモニタリングさせてください!素人女性がM性感チャレンジ!女性に一方的に責められたいM願望男子を募集してベットに目隠し拘束…。（1月22日、SCOOP）□
- センズリ用 美少女がエロポーズでま○こと尻穴を惜しみ無く広げ見せつけ挑発してくるDVD Part6（2月25日、アロマ企画）□
- 女下忍衆 〜無念!!散りゐく雑魚くノ一たち〜（2月26日、GIGA）○
- レズ接吻 3（4月1日、ゑびすさん/妄想族）○
- 聖菜アリサの速攻レズナンパ!（4月8日、ナンパHEAVEN）○
- マジックナンパ!Vol.34 新入社員限定ナンパ リクルートスーツを着たひよっ子新人OLに社会の厳しさ教えます!!（4月9日、軟派黙示録）□
- AJOI 究極の完全主観オナニーサポートDVD6 Aromatic Jerk Off Instruction（4月13日、アロマ企画）□
- パンツとおっぱいが楽しめる、贅沢パンチラ2（4月25日、アロマ企画）□
- 酔っぱらい!100%泥酔ヤらせなし 吐くお漏らし泣き怒る甘え昇天 OL＋看護師＋アパレル店員＋レイヤー＋地下アイドル（5月1日、プラム）□
- ペニバンレズ教師 蓮実クレア（5月6日、クリスタル映像）○
- 聖菜アリサの速攻レズナンパ! 2（5月13日、ナンパHEAVEN）○
- 胸チラ挑発 ノーブラ勃起乳首2（5月25日、アロマ企画）□
- 女下忍衆其の弐 〜雑魚くノ一はかなき大散華〜（5月27日、GIGA）○
- バーチャルベロキス 2（6月1日、ゑびすさん/妄想族）□
- 聖菜アリサの速攻レズナンパ! 3（6月10日、ナンパHEAVEN）○
- スパンデクサー 2  暴かれた弱点!コスモエンジェル正体発覚 リメイク版（6月10日、GIGA）[注 1]
- ママ友ナンパ「奥さん!童貞君の射精手伝ってくれませんか?」奥様大興奮で2発目は筆おろし中出し!!（6月19日、濡壺/妄想族）●咲羽優衣香
- 新・腰ふり騎乗位4 咥え込んだら離さない女たち（6月25日、アロマ企画）□
- 挑発ディルドオナニーV（7月13日、アロマ企画）□
- マ○コ にビール えっ!アナルも!10人 大好評につき第3弾!素人気狂いマ○コ生中出し（7月15日、プラム）□
- マン土手角オナニー番外編（8月13日、アロマ企画）□
- アリサライブ!The School Idol【本番あり】コスプレなフーゾク【中田氏】（8月15日、プラム）
- 新パックリまんこアップ 8（8月19日、サルトル映像出版）□
- ヒロインくねくね緊縛4 〜アリー・葵七海・バード3〜（8月26日、GIGA）
- 元祖 時間よ止まれ!〜いつでもどこでもハレンチ天国〜（9月1日、V&R PRODUCE）○[注 2]

- 変態オヤジの夜の大運動会 6 早期退職した退職金でAV撮影。自らAVを撮り、出演し、発売したいと言う若い頃からの願望を叶えました。 聖菜アリサ（2017年6月20日、DICKY）
- 過激な接吻 極上の濃厚レズキス（2017年11月1日、ゑびすさん/妄想族）●高山えみ
- セクシーアイドルプロレスリングMIXED VOL.1（2018年11月1日、SILVER BIRCH）水城りの
- 超絶ハードコア口臭唾液臭地獄 鼻舐めレズ（2018年11月19日、ゑびすさん/妄想族）●高山えみ
- セクシーアイドルプロレズリング スペシャル 2（2019年12月1日、SILVER BIRCH）白石みお

#### 水嶋アリス
- クラスのかわいい女子たちのパンチラを見ていると、恥ずかしがるどころかスカートをめくってパンツを見せてからかってくる始末。でも2人きりになると急にテレだして、「優しく挿れてね。」とマ○コぱっくり広げておねだり女子校生。（8月18日、SWITCH）○
- ヒロインくねくね緊縛 4（8月26日、GIGA）
- プール帰りの日焼け少女野外レイプ（8月26日、SWITCH）□
- 必ずヌケる! ナマナマしい男女SEX ド迫力映像 猥褻映像（9月1日、FAプロ）□[注 3]
- 魔法美少女戦士フォンテーヌVS絶倫仮面（10月14日、GIGA）倉持りん
- ドミネーション空間3（10月14日、バトル）結川ゆう
- 妹夜這い 種付け近親相姦 お兄ちゃんの精子で孕んでくれ! 3（11月23日、Mr.michiru）□
- 母親の居ない日、父親と一日中SEXしまくる思春期の娘たち（11月25日、青空ソフト）□
- パコパコ中出しフレンズ〜私たちの仲良し大学性活〜（12月1日、本中）水野夏海
- 金欠カップル狙い撃ち企画!開店祝いにおしゃれな個室カフェに半額でご招待!男性のドリンクにだけ媚薬を仕込んだら…ムラムラしてきて我慢出来なくなった彼氏に押し倒され声を我慢しながらイチャイチャおっぱじめて中出しするまでの一部始終を完全隠し撮り!（12月1日、ナンパJAPAN）□
- 「そこのミニスカ美脚お姉さん!童貞くんの射精のお手伝いをしてくれませんか?」スベスベの生足で素股だけのはずがヌプッと挿って優しく中出し筆おろし!（12月1日、ナンパJAPAN）□
- 制服美少女と性交（12月2日、ドリームチケット）
- 日本最大の繁華街にある「老舗おっぱいパブ」では新人嬢がベテラン嬢から客を奪うために内緒でセックスさせてくれる。しかも生で。7（12月8日、Mr.michiru）□
- 姉を犯してしまったところを母親に見られ後戻りができず泥沼中出し親子丼3（12月8日、ナチュラルハイ）●児玉るみ
- 変態パンツ娘連れ込んじゃった。2 自称パンシミ太郎の個人ビデオ投稿 あんな なお 素人使用済下着愛好会（12月13日、クンカ）NOA
- 『ノー』と言えないヅマヒト急増中。ヤレる人妻ハンティング旦那に内緒で副職AV女優。人の良さそうなヤリマン奥さんをナンパ発掘→即ハメ→淫乱女優化計画（12月25日、ビッグモーカル）□

- ちょっと意地悪な寸止め焦らしサテンサロン（1月5日、フリーダム）○
- 帰宅まで我慢できない野外アクメ! 媚薬が効きすぎてオナニーを抑えきれず何度もイキ漏らす発情JK 3（1月6日、ナチュラルハイ）□
- 絶叫2穴オイル高級エステサロン 人妻アナル覚醒レズ（1月15日、ピーターズ）□
- 変態病棟肛門科 水嶋アリス（1月19日、グローリークエスト）
- 巨大ヒロイン（R）アストロビーナス 〜犯された聖母〜 水嶋アリス（1月27日、GIGA）
- 女子大生アイドルの地下イベント2 水嶋アリス（2月1日、中嶋興業）
- プロスタイルバトルNEO16（2月3日、バトル） 柊衣織
- 強制唾液天国 4 見下し唾吐き・罵倒・ベロリンチョを主観目線!（2月20日、neo）□
- ヨガ教室のスケベ男に金蹴り制裁（3月5日、フリーダム）○
- Divine Chalice EXE フェンサー陥落1/フェンサー陥落2/ウィザードご奉仕1/ウィザードご奉仕（3月24日、GIGA）
- コスプレイヤーハメ撮りカメラテスト（3月24日、TMA）□
- 媚薬イラマの快楽で漏らすほど喉奥性感帯をチ○ポで突かれ覚醒するMっ子JK（4月6日、ナチュラルハイ）□
- 女子校生がハイソックスで怒りの電気あんま（4月5日、フリーダム）○
- 地下アナルオーディション（4月20日、グローリークエスト）○
- 女子校生のアナルたっぷり見せつけ挑発（4月25日、アロマ企画）春川せせら
- スクール水着×むちむち腿こきオイル（4月25日、アロマ企画）□
- 妖怪狩猟団 〜河童ノ姫蹂躙ノ巻〜（4月28日、GIGA）
- レズ女子ボクシングコロシアム5（4月28日、バトル）
- 無理矢理犯した妹のマ○コが気持ちよすぎて中出ししてもピストンをやめなかったら愛液と精子で泡立ちマン汁垂れ流し（5月3日、ナチュラルハイ）□
- 痴女のラビリンス（5月13日、アロマ企画）□
- ヘンリー塚本 犯られたい夏 1やけっぱちの山の中 2隣の中年男にやられてみたい！ 3アブナイ願望をかかえた夏 犯られてもいいと思う夜がある…（5月13日、FAプロ）□
- パンチラ模擬店 〜エッチなアトラクションルーム（5月25日、アロマ企画）○
- ごっくん志願! 17  アイドルの初大量精飲 水嶋アリス（6月2日、S.P.C）
- 完全主観 罵倒地獄 Vol.6 〜夢も希望も無いオマエらに告ぐ〜（6月5日、フリーダム）□
- BWP バトルワールドプロレスリング01 2016.12.17 旗揚げ興行（6月6日、バトル）●神楽アイネ
- クレーム対応で自宅まで謝罪に来たOLにノーパン土下座をさせたままアナル生中出し（6月15日、ナチュラルハイ）□
- 生まれて初めての金蹴り 4（7月5日、フリーダム）□
- 親には内緒で働く添い寝リフレで…指名してきた変態兄に犯されたパイパン義妹JK（7月6日、ナチュラルハイ）□
- ヘンリー塚本 男と女が狂おしく燃える時 接吻（7月13日、FAプロ）□
- 挑発するチア娘。2（7月13日、アロマ企画）□
- 肉感ボディのヤリマン娘との、変態お泊りセックス（7月25日、オーロラプロジェクト・アネックス）
- 突然パンチラで挑発されてこっそりシゴいちゃった僕。その14（7月25日、アロマ企画）□
- 美少女剣士ミ●サ&クリ●タ×アナル&マ●コ2穴中出しファック×10連続大量ザーメンぶっかけ りょう&アリス（7月28日、TMA）辻本りょう
- ママとパパは温泉旅行に 僕の面倒を見に来たママの友達（欲求不満妻）は 僕の異常発達した反りチ○ポにメロメロに…（8月1日、F&A）○
- 近所の奥さんを自宅に連れ込んでイキ我慢させるチョイ悪ガキ（8月1日、F&A）□
- 素人フェラ個人撮影 SNSおしゃぶりサポート4時間（8月4日、OFFICE K’S）□
- プライベートマッチ2（8月4日、格闘崇拝者） 仁美まどか
- 絶対抜ける!ド迫力映像 あ〜いくぅ その時女はエロスの極み（9月1日、FAプロ）□[注 4]
- 自画撮りプライベートオナニー 厳選ドスケベ美女14人!!（9月7日、グローリークエスト）□
- 篠宮ゆりが突然の卒業宣言!?ビビアンが贈る百合ドキュメンタリー マシュマロ3d＋ 〜篠宮ゆり脱退宣言… 激動の1カ月の記憶〜（9月7日、ビビアン）○
- 挑発パンチラ学園（9月13日、アロマ企画）○
- ヘンリー塚本 女の自慰(センズリ) やっぱり我慢できない女たち（9月13日、FAプロ）□
- 激ピストン騎乗位アナル!隣の人妻に媚薬チ○ポで素股してもらったら間違って尻穴に入っちゃったけど腰振りを止めてくれず生中出し2（9月21日、ナチュラルハイ）□
- 万引きした女子校生に腰が抜けて立てなくなるほど潮吹き身体検査（9月21日、ナチュラルハイ）□
- オシッコ我慢中に無理やり巨根をねじ込まれ激ピス!快感に耐えきれず絶頂お漏らしする足腰ガクブル女子校生（10月5日、ナチュラルハイ）□
- フェアリーテイル しっぽ×アナルプラグ デカ尻ゆるふわアナルの現役アイドルを尻尾プラグ調教したら痙攣イキしまくるのでご褒美に妊娠確定中出し 水嶋アリス（10月6日、h.m.p）
- セックスで大切なことはすべて君とのオナニーが教えてくれた（10月13日、アロマ企画）□
- 電流絶頂拷問研究所 女体発狂痙攣クラゲ メスモル-002:純潔女体崩壊の残虐媚穴イキ地獄 水嶋アリス（10月25日、Baby Entertainment）
- 妹のお口とオマ●コで早漏克服の猛特訓!（11月1日、GLAY'z） 綾辻ほとり
- 制服少●レ●プ映像（11月1日、グレイズ）
- 「ねぇ?あたしと一緒にチャットでいっぱ〜いHなことしよ♥」制服美少女!ピチャピチャ潮吹きLIVEチャットオナニー4時間DXvol.15（11月1日、グレイズ）□
- 交姦日記 〜疼く青春オ○ンコ〜（11月1日、FAプロ）□
- 野ション中を狙え!吸引クリトリスに付けられたリードを引っ張られガニ股でイキ漏らすJK2（11月16日、ナチュラルハイ）□
- ヘンリー塚本 接吻クレイジー 第二弾!!（12月13日、FAプロ）□
- 挑発するアニコス娘。（12月13日、アロマ企画）□

- 淫語女子アナ13 -新春フレッシュ女子穴大発掘SP-（1月11日、ROCKET）明里ともか
- 不道徳 嫁いでも父が好き 父の濃厚な接吻が今でも忘れられない…（1月13日、ながえスタイル） 葵千恵
- 【素人ギャル個撮初ハメ撮り体験】 アイドル研究生 水嶋アリス（1月25日、シャーク）
- 修学旅行で神展開!童貞なのにデカチンのおかげで乱交三昧!イケメンの友達に強引につれてこられた先が女子部屋!行ったはいいが雰囲気に飲まれあまりしゃべれず。しかし、そこに先生が見回りにやって来て慌てて布団の中に隠れたら、気になるあの子と超密着状態で二人きり…（2月7日、Hunter）○
- 近未来妄想ドラマ 〜アダルト業界の末路 売れないAV女優をAV男優に改造!?（2月8日、ROCKET）○
- 痴漢プレイ待ち合わせ掲示板の現場 4（2月13日、カリマンタン）□
- 痴漢されている生徒を守りきれなかった女教師も巻き込んで重ねハメ強姦（2月22日、ナチュラルハイ）□
- ロリネ申☆ヤンキー、デレる! 【オイルマッサージもあるよ】 水嶋アリス（2月25日、ビッグモーカル）
- 夜行バスで声も出せずイカされた隙に生ハメされた女はスローピストンの痺れる快感に理性を失い中出しも拒めない 女子○生限定 騎乗位発射SP（3月8日、ナチュラルハイ）□
- 痴漢"M"覚醒 レズVer.2（3月8日、ナチュラルハイ）○
- なんかエロい ふんどしパラダイス お尻まる見え〜フンドシっ娘の食い込みはイタズラし放題〜（3月13日、カリマンタン）□
- 姪っ子おもらし投稿記録映像（3月23日、I.B.WORKS）□
- 指だけで何度もイキまくるオナニー大好き女子●生12人がカメラ片手にぴちゃぴちゃオマ●コ絶頂!自撮り投稿オナニー4時間（4月1日、グレイズ）□
- ヘンリー塚本原作 肉親性交 禁じられた性 兄と妹・肉欲地獄に落ちた二人/亭主より親父のアレがいい/二度目の父親と好色娘/お父ちゃんの腰使い（4月1日、FAプロ）□
- お仕置き乳首奴隷 ドマゾ乳首に開発され乳首イキする女達（4月13日、REAL）□
- 五●田にある美人揃いで有名なイメクラに盗撮メガネをかけて潜入。手コキだけのお店のはずなのにフェラやパイズリまでしてもらえた理由5（5月1日、変態紳士倶楽部）□
- 夫の留守中にU字ディルドで2穴同時イキさせられマ○コとアナルに連続で中出しされる人妻2（5月10日、ナチュラルハイ）□
- むちむちデカ尻 神ブルマ 水嶋アリス ロリ美少女から人妻、ぽっちゃり娘達にピチピチブルマ&体操着を着せ、ハミパン、ムレムレワレメなど毛穴まで見えるほどの超ドアップ接写!さらに尻コキ、着衣お漏らし放尿やブルマぶっかけ、生中出し等ブルマ好きに送る完全着衣フェチAV（5月10日、親父の個撮）
- 絶対に逃げられない!壁際膝立ちバックハードピストン痴漢（5月19日、アパッチ）□
- 肛門認証が当たり前になった世界（5月24日、ROCKET）○
- 肛門ポルチオ診療所（6月1日、h.m.p）
- おま●こ取扱説明書 5（7月1日、グレイズ）□
- 先生、アナルも気持ちイイの…。〜秘密の放課後レズビアン〜 水嶋アリス 葵千恵（7月1日、U&K） 葵千恵
- 合宿中の女子新体操部の息抜きはボクのチ○ポだけ!!無職のボクは、毎年夏になると親戚が経営する合宿所を手伝わされる。また汗臭い男の世話か〜と憂鬱になっていると、やって来たのは女子新体操部!今までになかった光景にムラムラ…していたのはボクだけじゃなかった…（7月7日、Hunter）○
- デカ尻スキャンダル セックスアイドル 水嶋アリス（7月28日、HMJM）
- 【洪水注意】鬼カワ金髪ギャルに媚薬を飲ませ脳みそバグって大量潮吹き止まんねー!生ち○こでフタをして濃厚精子で生ま○こドロドロにしてやったw（8月19日、チキチキカマー/妄想族）
- 姉の入浴に最悪タイミングで鉢合わせ恥しい風呂オシッコ最中に遭遇!?姉の鳴り響く放尿音&弟の勃起チ○コの出会いが引き起こす姉弟混浴からの…近親相姦（8月24日、SCOOP）□
- マジックミラー号 アスリート女子大生が赤面!真剣!乳首相撲対決（9月6日、ROCKET）○
- 汗だく濡れ舐めレズビアン（9月1日、U&K）● 葵千恵
- パンチラ好きのあなたがフルボッキで思わずシコシコしてしまう!パックリ開いてじっくり見せる!挑発パンモロ娘（9月28日、おかず。）○
- 学校帰りの真面目そうな女子○生がはじめての失禁おもらし体験!?赤面しつつも垂れ流すおもらしの快感にJ○感度も急上昇!おしっこ&ハメ潮ダダ洩れ赤面セックス!!おもらし潮合計49発!!（10月12日、DOC）□
- ロリネ申☆ヤンキー、デレる!オラオラ系不良娘がイケメンに恋愛洗脳!完堕ちギャップSEXが超オトメ Vol.02 水嶋アリス（10月25日、ビッグモーカル）
- 女子●生尾行押し込み3穴アナル集団レイプ（10月26日、青空ソフト）□
- Pro-LESLING THE BEST I C.RONALD×FAITH（10月26日、ミュートス）葵千恵
- DID 誘拐・監禁・着衣緊縛・猿轡 拘束され絶望するヒロインたち 4（11月7日、シネマジック）□
- 痴漢"M"覚醒 レズVer.4（11月8日、ナチュラルハイ）○
- デリヘルで呼んだ娘が、敏感すぎて潮吹いて僕の部屋をビショビショにするので怒ったらヤラせてくれたけど、感じまくりまさかの連続イキ! 更にハメ潮吹きまくって困った! 5（11月8日、アイエナジー）□
- 縛り拷問覚醒 割れ目浣腸遊戯 水嶋アリス（11月19日、バミューダ/妄想族）
- 常にパン見せメンズエステ 3（11月22日、アイエナジー）○
- 女子ボクシングスペシャルマッチNEXT STAGE01（11月22日、ミュートス）葵千恵
- すーぱーさせ子ありす 恒例イベントで長蛇の列!超人気万超えフォロワー!現役有名コスプレイヤーの恋愛プライベート妊娠中出し生パコドキュメント 水嶋アリス（11月24日、ビッグモーカル）
- いつでもどこでも時間停止して中出しできる学園 III（12月1日、ムーディーズ）○
- 若くて綺麗な正妻になりたい義母5人と男はボク1人（12月6日、アイエナジー）○
- 男女の友情は成立するのか!? ラップ1枚隔てて友達同士で素股して発射できたら賞金GET!!2（12月6日、アイエナジー）□
- 電気責め拷問病棟（12月7日、シネマジック）□
- セーラー服と白綿パンチラ（12月13日、アロマ企画）□
- 親の再婚で突然できたお姉ちゃんと妹と夢の同居生活♥ずっと一人っ子でオナニーしか知らない僕のチ○コをミニスカパンチラ誘惑。ギン勃ちチ○コにワレメを押し付け「パンティ破って入ってきそうだよ!」親には内緒で姉妹全員とイケナイ関係結んじゃいました（12月20日、SWITCH）○
- AJOI 究極の完全主観オナニーサポートDVD Tバックパンツ挑発2 Aromatic Jerk Off Instruction（12月25日、アロマ企画）□
- Aラインワンピースのパンチラ（12月25日、アロマ企画）□

- サエない僕に同情した女子○生の妹に「擦りつけるだけだよ」という約束で素股してもらっていたら互いに気持ち良すぎてマ○コはグッショリ! でヌルっと生挿入!「え!? 入ってる?」でもどうにも止まらなくて中出し! 6（1月10日、アイエナジー）□
- 背の小さいウブな大学生の新入生が参加 Hey!性教育委員会（1月24日、アイエナジー）○
- 126分間ノンストップ撮影、ノーカット編集で中出し28連発に長時間お掃除フェラとぶっかけ20連発!! 水嶋アリス（2月1日、FS.KnightsVisual）
- 100万×中出し 女が欲しいのは愛かお金か中出しか!!? AV女優37人の新感覚中出しサバイバル!!（2月1日、本中）○ [注 5]
- エビ反りピストン騎乗位（2月1日、アロマ企画）□ [注 6]
- えっちなお姉さんの淫語かたりかけぐちゅぐちゅ乳首イジリっ放しオナニー（2月21日、アイエナジー）□
- 夫婦交換スワッピング「奥さんの目の前で入れて!」4組のカップルが公然不倫で熱くなる瞬間いただきま〜す!（2月21日、SWITCH）□
- 貧乳でアイドル志望の黒髪美少女が中年オヤジの家に来てプライベート痴態撮影! 水嶋アリス（2月23日、シャーク）
- 常にべろチュウメンズエステ 2（3月7日、アイエナジー）□
- 媚薬オイルマッサージ痴漢盗撮&中出し素人娘VOL.6超強力媚薬を配合したマッサージオイルを施術中に知らずに塗りこまれたオンナは、身体の火照りに驚き、チ○ポを欲しがる自分に戸惑い、垂れ出したマン汁に恥ずかしがりながらも生ハメ中出しまで欲してしまう!（3月7日、西新宿マッサージ本舗）□
- デリヘルで呼んだ娘が、敏感すぎて潮吹いて僕の部屋をビショビショにするので怒ったらヤラせてくれたけど、感じまくりまさかの連続イキ! 更にハメ潮吹きまくって困った! 6（3月7日、アイエナジー）□
- 完全主観 罵り唾吐き言葉責め娘（3月20日、抜群）□
- ワンセット80分24000円のデリヘル嬢とのセックス動画。（3月21日、Mr.michiru）□
- 妹の友達女子○生と男はボク1人だけの王様ゲーム（3月21日、アイエナジー）○
- セクシーアイドルプロレズリング スペシャル（4月1日、SILVER BIRCH） あまね弥生
- サエない俺に同情した女子○生の娘に「擦りつけるだけだよ」という約束で素股してもらっていたら互いに気持ち良すぎてマ○コはグッショリ!でヌルっと生挿入!「え!? 入ってる?」でもどうにも止まらなくて中出し!（4月11日、アイエナジー）□
- お尻だらけのケツ穴御開帳レースクイーン（4月11日、ROCKET）○
- 服を着たままオシッコ浴びたい（4月20日、抜群）○
- 父が再婚して突然できた思春期女子○生の妹は僕のチ○コに興味津々! チ○コを奪い合う勃ちっぱなしハメっぱなしイキっぱなし中出し大乱交!（4月25日、アイエナジー）○
- クリトリスの形までハッキリわかる! ノーモザイク連続絶頂パンツ越しオナニー（4月25日、アイエナジー）□
- 富樫勇次のプロレスしごき-学園編- 壱巻（5月1日、SILVER BIRCH） あまね弥生
- 妹とクラスメイトの女子○生5人と男はボク1人（5月9日、アイエナジー）○
- 媚薬緊縛レイプ 悪魔の罠に堕ちた女たち!（5月17日、REAL）□
- レスボスの掟 私だけの先生 疑心の制裁浣腸（5月19日、シネマジック） 鈴木ちひろ
- 彼女のお姉さんは、誘惑ヤリたがり娘。 21 彼女の家に遊びに行ったらお姉さんに迫られイケナイ関係に… 永瀬みなも（6月7日、プレステージ） 妹役
- 町内会の若妻の集まりで男はボク1人だけの王様ゲーム 4（6月20日、アイエナジー）○
- 世話好きヤンキー娘がセックス指導しながらグチュグチュ連続絶頂指オナニー（6月20日、アイエナジー）□
- SUPER JUICY AWABI YANKEES 伝説のロリネ申凄絶の絶頂嬲り 水嶋アリス（6月25日、BabyEntertainment）
- 浴衣レズ喧嘩 あまね弥生 対 水嶋アリス（7月1日、SILVER BIRCH） あまね弥生
- 東京同人倶楽部 01 水嶋アリス（7月4日、TOKYO同人倶楽部）
- 生まれて初めての人妻風俗面接6（7月11日、アイエナジー）□
- 女子校生 義妹をレズ調教（7月11日、アイエナジー） 上川星空
- セクシーヒロインプロレス セーラーピーチvsセーラーオレンジ（8月1日、SILVER BIRCH） 葉月桃
- 家庭内の至る場所で義父にアナルを仕込まれる純情娘 水嶋アリス（8月15日、グローリークエスト）
- 土下座状態で身動きできない僕に足コキしてくる美脚お姉さま 2（8月25日、アロマ企画）□
- 100万×中出し 完全版 AV女優37人のガチンコ中出しサバイバルの裏側全部見せます!!（8月25日、本中）○
- ベロチュー大好き変態デカ尻スク水女子校生ぶっかけ倶楽部（9月7日、デジタルアーク）
- アナル丸出しマングリ淫語バイブオナニー（9月13日、アロマ企画）□
- 唇が触れ合いそうな距離で見つめられエッチな言葉でささやかれ手コキ（9月25日、アロマ企画）□
- 「ねぇ、お姉ちゃんに興奮したの?」姉の発育したカラダに興奮した弟の勃起チ○ポを可愛く不憫に思った姉が取った行動は近親相姦発情した姉のリードで姉弟SEX中出し（9月27日、SCOOP）□
- 2画面で見るパンティの濡れゆく過程が良くわかる 濡れ染み本気オナニー（10月13日、アロマ企画）□
- 友達同士の女の子が乳首こねくり回しレズ体験（10月24日、ROCKET） ● 岬あずさ
- 超心優しい幼馴染の女子校生とSEX練習! 「そんなに経験ないけど私で良かったらSEXの練習台にして… 何回失敗してもいいから…」（10月24日、アイエナジー）□
- 手の指でマ○コを隠さないから穴へのヌキサシと淫汁ぐちゅぐちゅがよく見える!淫語かたりかけスティックローターオナニー3（10月24日、アイエナジー）□
- WAM堕ち潜入捜査官 岬あずさ（10月24日、ROCKET）岬あずさ
- 人妻、穴る。（11月1日、ドリームチケット）
- 競泳水着レズビアン 1（11月8日、アスリート）神楽アイネ
- 縛り拷問 奴●市場の宴 其ノ五（11月19日、バミューダ/妄想族）○
- ムッチムチのプリケツとプニップニのあったかマ○コ（11月22日、おかず。）□
- 文学女子の小悪魔挑発（12月13日、アロマ企画）□
- 令嬢股縄調教（12月19日、バミューダ/妄想族）□

- 肛門少女A×飲尿少女B（1月9日、ナチュラルハイ） 黒崎さく
- 新 淫乱淫語ディルドオナニー スケベ汁でおま○こグッチョグチョ! 2（2月13日、アロマ企画）□
- クリトリスの形が浮き出るようにパンティの素材や薄さにこだわったパンツ越しオナニー（2月13日、アロマ企画）□
- 完全M男向け主観罵倒挑発（2月25日、アロマ企画）□
- ま○こじゃ無く、お口でも無く、女の子の手でち○ぽを握られ主導権までも握られながら思いっきりシゴかれたい!（2月28日、おかず。）□
- ぶっかけデカ尻新入社員は乳首ビンビンにして上司のいいなりになる変態ドスケベ痴女（3月7日、WEEKENDER）
- 一般の仕事の面接のつもりが初めての風俗体験マッサージ講習で敏感部分を刺激するとメス脳に支配されて本番SEXするのか?「奥様リンパが凝ってますね」（3月13日、S級素人）□
- はちきれんばかりの豊満な柔腿にち○ぽをシゴかれ弾力と温もりを感じながら発射したい（3月27日、おかず。）□
- 柔らかくて温かそうなもっこりマン土手が楽しめるパンチラ（3月27日、おかず。）□
- 団体対抗戦Vol.08 SSS vs BWP 乙咲あいみvs水嶋アリス（3月27日、スーパーソニックサテライツ）
- 格闘男虐め ボクシング編 4（4月17日、格闘ゾーンJAPAN）□
- 黒髪美少女は隠れビッチ 精子満タンの変態おじさんたちとねっとり体液まみれのセックス撮影会 水嶋アリス（4月20日、シャーク）
- 格闘男虐め　太股締め技編4（5月8日、格闘ゾーンJAPAN）□
- セクシーアイドルプロレスリング Wフィニッシュ（5月15日、SILVER BIRCH） 西野たえ
- BWP Vol.37 団体対抗戦　BWP水嶋アリスvsFGI石原理央（6月5日、バトル）
- 彼女とプライベートでエロボクシング01（7月3日、バトル）石原理央
- 格闘男虐め　太股締め技編6（7月3日、格闘ゾーンJAPAN）□
- 格闘女虐め　股間攻撃編5（7月10日、格闘ゾーンJAPAN）○
- 女の子同士で乳首を吸ったり舐めたり引張ったり摘んだり勃起させるレズ（8月1日、ゑびすさん/妄想族） ● 夢乃美咲
- 働く女性の蒸れたパンスト足匂い嗅ぎ舐めレズ（8月19日、ゑびすさん/妄想族） ● 夢乃美咲
- えっちな女子○生の淫語かたりかけぐちゅぐちゅ連続絶頂スク水オナニー5（8月27日、アイエナジー）□
- 全裸オイルキャットレズファイト（8月27日、ROCKET） 葉月もえ
- 主観挑発レズキス（9月1日、ゑびすさん/妄想族） ● 夢乃美咲
- 主観淫語乳首勃起オナニー（9月1日、ゑびすさん/妄想族）□
- 肉穴色情ビッチ調教された清楚系美少女の本性 加藤ももか 水嶋アリス（9月7日、シネマジック） 加藤ももか
- アソコに直穿きスポウェア女子 暴発寸前!発情ボディでエクササイズ!!（10月24日、オイスター海運）□
- ダブルバーチャルレズベロキス 6（11月1日、ゑびすさん/妄想族） ● 悠月アイシャ
- 鼻を舐めるレズキス（11月19日、ゑびすさん/妄想族） ● 夢乃美咲
- ねっちょりベロレズキス（12月1日、ゑびすさん/妄想族） ● 夢乃美咲
- HIP MANIA 尻コキ 顔騎 ヒップダンス（12月19日、ゑびすさん/妄想族）□
- 敏感アクメ絶倫乳首レズ（2021年1月1日、ゑびすさん/妄想族） ● 悠月アイシャ
- セクシーアイドルプロレスリング トリプルフィニッシュ（2021年1月22日、SILVER BIRCH） 西野たえ

#### 乙アリス
- メッシー最強女優対決!! 1 （10月23日、フェティッシュワールド） 原美織
- プロレズリング Special Vol.13 （11月20日、バトル） 橘@ハム
- 男女無差別級ミックスボクシング改 No.02 （12月1日、バトル） 桃菜あこ
- 濡れてテカってピッタリ密着 神スク水 乙アリス 可愛い女子のスクール水着姿をじっとりと堪能!着替え盗撮から始まり貧乳から巨乳にパイパン、ハミ毛、ジョリワキ等のフェチ接写やローションソーププレイやスク水ぶっかけ等を完全着衣で楽しむAV（12月10日、親父の個撮）
- スペシャルレズファイトUNLIMITED 10 （12月11日、バトル） 原美織
- BWP NEXT05 （12月11日、バトル） ●美波沙耶
- セクシー女子ボクシング 01 （12月18日、バトル） 桃香りり
- 新被虐系女子プロレス02 （12月18日、バトル） 吉良薫
- オナナビ〜超カメラ目線で見つめながら挑発オナニーナビゲート〜（12月25日、SEX Agent/妄想族） □

- HYPER FETISH ハイレグいやらしクィーン 乙アリス（1月7日、デジタルアーク）
- MIXプロレス・カップル対決 2 （1月22日、盛岡映像企画）
- 乙アリスの性のお悩み相談〜大量潮の猛威襲来!超絶インパクトスプラッシュで全てを解決〜（1月25日、SEX Agent/妄想族）
- 乳首舐めシックスナインからのシックスナイン（1月25日、SEX Agent/妄想族） □
- 肛門喉奥膣穴 欲張り3ツ穴マゾファッカー 乙アリス（1月25日、えむっ娘ラボ）
- 乙アリスの性のお悩み相談～大量潮の猛威襲来！超絶インパクトスプラッシュで全てを解決～（1月25日、SEX Agent/妄想族）
- BWP08 バトルワールドプロレスリング08 （2月5日、バトル） ● 永野つかさ
- 布団に潜り込んできてフェラチオしてくる最高にかわいい彼女2 18人（2月10日、ホットエンターテイメント）□
- 淫乱マ●コおせっせ依存症 アリス 性欲止まんない変態娘はゴム禁生中専用肉便器ちゃん（2月26日、毒宴会）
- ディープキスレズ歯科クリニック 野々宮みさと（3月25日、ROCKET）○歯科クリニックの患者として出演
- 女肉が揺れる!騎乗位ピストン〜デカ尻編〜（3月25日、SEX Agent/妄想族）□
- ベロ全開唾液レズ接吻（4月1日、ゑびすさん/妄想族）●悠月アイシャ
- 香り立つ雌臭嗅ぎあいレズビアン（4月19日、ゑびすさん/妄想族）●悠月アイシャ
- 下着メーカーに就職したら男はボク1人でまわりは神乳&神尻の美人女子社員だらけ!…（4月19日、Hunter）○
- 同窓会で再会した高校時代の憧れのあの子はド変態だった!?同窓会の三次会の宅飲みすることになり酔ったクラスのマドンナが我が家に。…（4月19日、Hunter）□
- 「えっ?おっぱい?」妹の上着の裾からいまだ成長途中の大きなおっぱい丸見え!超ブラコンでボクの事が大好きな妹。昔はなんとも思わなかったけど…（4月19日、Hunter）□
- 突然同居する事になった義姉が「アタシ家ではいつもこうだよ」と巨乳なのにノーブラキャミソール姿なので気になって仕方ない!我慢出来なくなって顔を埋めて揉みまくったら顔を赤らめて抵抗しないので子宮の奥に溜め込んだザーメンをブチまけちゃいました!（4月22日、アイエナジー）□三原ほのか、月島さくら
- 暗黒帝国ダーティーナース ヒーロー陥落 乙アリス（4月23日、GIGA）
- 純正肛門中毒の女 全穴超酷使SP（4月25日、ダスッ!）
- 超大量痰唾責め唾液うがい飲み顔面ぬるぬるレズ（5月19日、ゑびすさん/妄想族）●悠月アイシャ
- 超絶優しい義母もさすがに狂いはじめて『お願いもう抜いて!何回私の中でイク気なの?本当にヤメテできちゃうから!』と叫びだすほどに童貞絶倫少年のがむしゃらセックス!あまりにも気持ちよくて一度中出しSEXを許したらイってもイってもイキ止まらず（5月19日、Hunter）□
- 誰かに見られたらヤバイかな?バレそうなスリルに興奮して自慰行為を自撮りする性欲旺盛なAV女優22人の全力オナニー（5月20日、グローリークエスト）□
- 嫁姑レズ 〜無防備パンチラ嫁を寝取る淫乱義母〜 乙アリス 山口珠理（6月1日、U&K）山口珠理
- 感度爆上がり乳首性感レズエステ（6月1日、ゑびすさん/妄想族）●宮沢ちはる
- 美脚・足裏見せ付け淫語責めシゴキ（6月1日、ゑびすさん/妄想族）□
- 素人娘 初めての「チ○ポ洗い」アルバイト5（6月1日、	OFFICE K’S）□
- 若妻の美尻がブルブルと波打つ!! 杭打ちピストンディルドオナニー VOL.1（6月1日、	OFFICE K’S）□
- 受付嬢in...（脅迫スイートルーム） 乙アリス（6月4日、ドリームチケット）
- 巨乳メイド個室撮影に生まれて初めて参加! 積極的にパンツを見せて、エロポーズ連発してくるメイドさんにソソられフル勃起。ズボンがパンパンに膨らんで恥ずかしいが、ここで引くわけにもいかずに頑張っていると…（6月10日、SOSORU×GARCON）□
- 際どい回春マッサージで勃起したチ○ポをマ○コに押し当てパンツ越し挿入で誘う確信犯エステティシャン 挿れたがり巨乳お姉さんの誘惑（6月10日、アイエナジー）月島さくら
- 押しに弱いエステティシャンへハミ出し勃起チ○ポをアソコに押し当てパンツ越し先っぽグリグリ挿入! 欲しがるまで焦らしコスればナマSEXできちゃうのか?（6月13日、はじめ企画）□
- 『えっ?その格好エロ過ぎません?容易に裸が想像できちゃいますけど…※心の声』体のライン丸わかりのエロ過ぎるピタッとした服装にもう我慢の限界!（6月19日、Hunter）□
- 巨乳妻の潜入捜査 -堕ちていく潮吹き女スパイ- 乙アリス（6月25日、人妻花園劇場）
- ベロ全開唾液レズ接吻 2（7月1日、ゑびすさん/妄想族）●宮沢ちはる
- 人妻Wイラマチオ 喉ボコ調教不倫旅行 乙アリス 新村あかり（7月1日、ムーディーズ）新村あかり
- 肛虐縄姫 真性マゾヒスト誕生 乙アリス（7月7日、アタッカーズ）
- 彼女と彼女の親友と3人で宅飲みしてたら衝撃の事実が! 彼女の親友はなんと小悪魔ヤリマンビッチでボクを誘惑! そしてボクの彼女もとんでもない秘密を抱えていて…衝撃の展開が待ち受けていた!…（7月7日、Hunter）○
- 【ハメログ】肉感ギャルにお酒を飲ませたらヤリマンオーラが全開だったのでそのままハメ撮りしちゃいました!（7月19日、チキチキカマー/妄想族）
- マゾムチ蛇舌妻に変態インストール覚醒ダッチワイフ 乙アリス（7月25日、AVS collector’s）
- 美脚OL淫臭パンスト舐め愛レズビアン2 乙アリス 望月あやか（8月1日、ゆりえっち/妄想族）望月あやか
- レズ回春エステサロン3 ～ペニバンモニター隠し撮り～（8月13日、U＆K）
- 暗黒アナル奴● 乙アリス（9月7日、アタッカーズ）
- 熟成された女体臭 マン汁べっとりパンティーも舐め味わうクンニレズ（9月21日、ゑびすさん/妄想族）
- 悩殺淫乱バニーガールは肉食系マゾ痴女ビッチ 乙アリス（9月21日、デジタルアーク）
- 口臭押し潰し鼻舐めレズ（10月5日、ゑびすさん/妄想族）
- 唾液・マン汁混ぜエロクサ汁絡み付く バキバキ勃起ディルドガン突きオナニー（10月5日、ゑびすさん/妄想族）
- Wブーツ痴女に蒸れた足と淫語でシゴかれる僕（10月5日、ゑびすさん/妄想族）
- メ豚小屋 女体家畜PLANT 乙アリス（10月19日、ドグマ）
- 奴●華 歪んだ欲望の餌食にされる美しい肉便器達 佐伯由美香 乙アリス 新村あかり（10月19日、Fitch）
- パンスト越しの足・股間・アナル蒸れ嗅ぎ舐めレズ（11月2日、ゑびすさん/妄想族）
- 乳首舐めドキュメントレズ（11月2日、ゑびすさん/妄想族）
- じんかくそうさ洗脳催● 教室難民の娘を持つ保健の先生！親子はつらいよ僕の催●でみんな仲良く洗脳パイパイ祭り編（11月2日、山と空/妄想族）
- 失禁イラマチオ 乙アリス（11月11日、レイディックスジ）
- 縛られると発情するドマゾな人妻 依頼調教コレクション 乙アリス（11月11日、センタービレッジ）
- 口臭・唾液臭・ベロ臭を嗅がせ合う鼻舐めレズ（12月7日、ゑびすさん/妄想族）
- 残酷猟奇性拷問 忍 くのイチが号泣する肛虐処刑 episode-3 飛鳥礼央の爆沈 乙アリス（12月14日、BabyEntertainment）
- 催淫洗脳された巨乳美女は嫌がりながらもアナル肉便器になっていた 望月あやか 乙アリス（12月14日、ダスッ！）

- 【謹賀珍年】顔面鼻舐め 唾かけ パイ投げ（1月4日、ゑびすさん/妄想族）
- シーメール未亡人レズビアン ～喪服の裾から覗くペニクリ～ 咲雪華奈 乙アリス（1月4日、U&K）
- 乙アリス 超肉食系金髪巨乳ギャルのスプラッシュFUCK！！（1月15日、クリスタル映像）
- 地元のハメ友。「深夜のコンビニ店員A」 累計売上2.5万部超え！24時間ヤリたい時にヤレる最高のいいなり2穴セフレ 乙アリス（1月17日、ムーディーズ）
- ムチムチむんむん太股と巨乳ですりすりパコチュウ 卑猥語女 乙アリス（1月18日、MARRION）
- 常に耳元で囁き続ける 媚薬キメセク淫語痴女 脳内バグらせハーレム中出し逆3P 乙アリス 浜崎真緒（1月24日、本中）
- 素行不良でウチに預けられたナマイキなデカ尻姪っ子がミニスカパンチラでからかってくるので大人の巨根ピストンでわからせた。 乙アリス（2月1日、	LUNATICS）
- 俺のいいなり素敵なヤリマン子ちゃん！ アリス（24歳） 乙アリス（2月10日、ティーチャー/妄想族）
- アリス in 肛門ランド 乙アリス（2月22日、えむっ娘ラボ）
- 豪快に飲み！！豪快に吹く！！谷間がすごい超肉食系金髪巨乳ギャルと体力続くまで限界ストゼロ潮吹きFUCK！！ アパレル販売員 アリス 乙アリス（2月25日、	クリスタル映像l）
- 洗脳飼育（2月23日、Materiall）
- 謝罪性交ROOM 弄ばれ理性崩壊、男たちに姦され奴●に 巨乳OL上司 乙アリス（2月25日、J-MODEL）
- 浣腸魔 復讐の肛悶絶折●（3月1日、アタッカーズ）
- W痴女の足裏見せつけ上から目線で唾液にゅるにゅる足コキ（3月1日、ゑびすさん/妄想族）
- Anal Device BondageXXV 鉄拘束アナル拷問 乙アリス（3月1日、グローリークエスト）
- 完全プライベート映像 令和最強！超絶潮吹き激カワギャル女優 乙アリスちゃんと初めての二人きりお泊まり 乙アリス（3月1日、パコパコ団とゆかいな仲間たち/妄想族）
- ホスト狂い売掛担保 生膣爆射3連発 乙アリス（3月8日、バビロン/妄想族）
- 危険日直撃！！子作りできるソープランド43 乙アリス（3月9日、Mr.michiru）
- 挑発的小悪魔ブルマ娘 アリス 乙アリス（3月10日、フェチ眼）

- 出張先で相部屋筆おろし 巨乳部下2人に童貞がバレたら野獣痴女化 朝が来るまで超密着サンドイッチ中出し 乙アリス 結城りの（4月5日、kawaii）
- エグすぎる舐めしゃぶりビッチのハーレム下品性交。 佐伯由美香 乙アリス（4月5日、ダスッ！）

- NTRマゾ接吻レズ 佐伯由美香 乙アリス（4月5日、山と空/妄想族）
- 出張先で相部屋筆おろし 巨乳部下2人に童貞がバレたら野獣痴女化 朝が来るまで超密着サンドイッチ中出し 乙アリス 結城りの（4月5日、kawaii）
- 蒸れ蒸れブーツパンスト＆唾液亀頭責め（4月19日、ゑびすさん/妄想族）
- 彼女のお姉さんは巨乳と中出しOKで僕を誘惑 乙アリス（4月19日、OPPAI）
- Rose FUCK Bunny オマ○コ！ノドマ○コ！ケツマ○コ！イクイクは～どこあFUCK！3穴でザーメンごっくん！ビックリ19発！ 乙アリス（4月19日、エムズビデオグループ）
- 彼女のお姉さんは巨乳と中出しOKで僕を誘惑 乙アリス（4月19日、OPPAI）
- 美しきスーパーボディ姉妹捜査官 潮で溺れる程のイキ潮大洪水キメセク拷問 浜崎真緒 乙アリス（4月19日、E-BODY）
- ある日、ヤンキーグループのアタシがイジメられっ子に変わった。 乙アリス（4月19日、ムーディーズ）
- 大乱交穴兄弟’s ギャルは二穴と相場は決まっている。 乙アリス（4月26日、ダスッ！）
- 【美爆乳・ド淫乱】マ○コとチ○ポが悲鳴をあげる肉食SEX！ 責めてくるHカップ淫乱ギャルをイカセ堕とす過激ガチハメ密着撮り！ 乙アリス（4月26日、オーロラプロジェクト・アネックス）
- 女子会してるお宅にM男くんが突撃参加！ お泊り女子会で夕方から朝がくるまで一日中犯●れて小悪魔中出しされる！ 乙アリス 森日向子（5月3日、ムーディーズ）
- 乳首変形アクメオナニー（5月3日、ゑびすさん/妄想族）
- 彼女が旅行で不在の3日間、彼女の巨乳ギャル姉に徹底アナル開発されメスイキまで覚え込まされた。 乙アリス（5月3日、LUNATICS）
- 女教師レズビアン雌奴● ～悪魔のような美少女の微笑みマゾ調教～ 乙アリス 岬あずさ（5月10日、ビビアン）
- テンション高めなサブカル系ギャルコンビの泥●ヤリコンパーティー 乙アリス るるちゃ。（5月10日、ケイ・エム・プロデュース）
- セフレちゃん アリス ー会えば絶対ヤラせてくれる女ー乙アリス（5月13日、ティーチャー/妄想族）
- 法事で久しぶりに再会した同級生たちと泥●乱交してしまった金髪喪服ギャル 乙アリス（5月17日、プレミアム）
- 金髪ヤンキー女学生を調教肉人形に堕とす 私は下卑たオジサン達の慰み物にされました... 乙アリス（5月24日、オーロラプロジェクト・アネックス）
- 僕の顔がデカ尻ギャルJ○の自転車のサドルになった！乙アリス（5月26日、ROCKET）
- ガチ中出し女優ちゃん 乙アリス（5月27日、First Star）
- クチ・マ○コ・アナル 三穴中出しOK！性欲暴走イクイク逆バニー風俗 乙アリス（6月7日、ムーディーズ）
- お姉さんの巨尻が猥褻過ぎて秒殺で悩殺！！ 乙アリス（6月7日、MARRION）
- パンストW痴女、唾まみれ足裏擦り付け手コキ（6月7日、ゑびすさん/妄想族）
- 膨張した勃起乳首を舐め合うレズ（6月7日、ゑびすさん/妄想族）
- 想定外の口説き＆交渉無しで挿入OKパターン？隣のブースから喘ぎ声？すると急に巨乳エステ嬢が下半身をモジモジさせて… 乙アリス（6月11日、Hunter）
- ヤリマン姉妹のフェラ対決に僕のチ○ポが使われることになり…交互に繰り出される凄テクに何度もザーメン搾り取られたが決着つかず、続く杭打ちピストン騎乗位対決で暴発中出ししまくった（6月14日、アリスJAPAN）
- アナルファッキンガール 乙アリス（6月14日、ロイヤル）

- デカ尻ギャルのパパ活逆レ×プ 小遣い欲しさにエンドレスで痴女ッてくる即フェラごっくん＆杭打ち中出し無限PtoM過剰ご奉仕 乙アリス（6月21日、ムーディーズ）
- 僕の家を溜まり場にしているサボり魔ギャル2人組がデカ尻杭打ち騎乗位で強●中出しさせるのにハマった。 木下ひまり 乙アリス（6月21日、E-BODY）
- 濃厚粘膜接触 唾液糸引きレズキス（6月21日、ゑびすさん/妄想族）
- SUPER FISHEYE FETISHISM 迫力興奮蜜写 ギャル妻どすけべ肉感エロBODY 乙アリス（6月28日、AVS collector’s）
- Wギャル尻ド痴女ハーレム 巨尻に囲まれ挟まれ交互に中出し逆レ●プ 乙アリス 今井夏帆（6月28日、痴女ヘブン）
- ブロガーGAL PARK 尻穴パラダイス アリス編 G-PARK 木更津キャッツギャル 金髪色白マイルドヤンキーギャルが中出しアナルセックスをオシャレにコーデ！！3穴同時挿入で絶叫ガチイキ大噴射！！ケツ穴ヒクヒク＆涎ダラダラパラダイス！！ 乙アリス（7月5日、桃太郎映像出版）
- 童貞を捧げた初恋元カノと10年ぶりに再会…ギャル、金髪、巨乳…抱きたくなるエロい女になっていた。 デートしてたら青春時代がフラッシュバック 失われた時間を取り戻すようにハメてハメて昔できなかった中出ししまくった。 乙アリス（7月5日、kawaii）
- アナルとマ○コで2穴無限SEXしてくるノンストップデカ尻お従姉ちゃん 乙アリス（7月5日、ムーディーズ）
- 彼氏が他の女とSEXするのが見たい普通の変態女子のお宅に乙アリスが突撃逆NTR！（7月7日、電脳ラスプーチン）
- ある日突然、俺専属奴●になりたい女「奴●になれてうれしいです！」 乙アリス（7月12日、ROOKIE）
- ナンパされた妻がキメセク中出しされていた女子旅NTR 乙アリス（7月19日、溜池ゴロー）
- Wイカれたマ○コ 史上最ビッチな潮・尿・よだれダダ漏れスプラッシュフレンズ！！（7月19日、kira☆kira）
- お義姉さんのムチプリ肉感誘惑に抗えず下品に痴女られ中出しの虜にされたボク…。 乙アリス（7月19日、プレミアム）
- 誘惑ご奉仕ドスケベメイドは発情マゾ痴女ビッチ ご主人様専属ムッチムチデカ尻ギャル 乙アリス（7月26日、デジタルアーク）

- Wギャル尻ド痴女ハーレム 巨尻に囲まれ挟まれ交互に中出し逆レイプ 乙アリス 今井夏帆（6月28日、痴女ヘブン）[47]
- Wデカ尻ハラスメント 問題上司2人の巨尻に挟まれローテーション杭打ち騎乗位で何度も痴女られ中出しさせられた僕… 乙アリス 推川ゆうり（8月2日、ムーディーズ）
- 金髪ショートカットのギャルJ系に監禁されて、ざこざこざぁ～こと罵られて大人のプライドを打ち砕かれて逆レ搾精されまくった 乙アリス（8月2日、かぐや姫Pt/妄想族）
- 童貞を卒業させてくれるギャル系爆乳姉！ 乙アリス（8月6日、Hunter）
- 強●スワッピング＆種付け輪● 輩達からの凌●の果て、孕まされた2人の巨乳若妻 お腹の子の種は友達の旦那の....？ 乙アリス 姫咲はな（8月9日、オーロラプロジェクト・アネックス）
- 涙のノンストップ激イカせSEX20 乙アリス（8月9日、セレブの友）
- 野外露出大乱交 変態露出サークルにて金髪少女がイキまくり潮吹きまくり！！ 乙アリス（8月12日、MERCURY（マーキュリー））
- 性欲処理専門セックス外来医院20 特別編 祝20作品目Anniversary【ますます妄想拡大！リクエスト企画祭り】（8月16日、SODクリエイト）
- いきなり逆ナンハーレムビーチ ダサいオンナとSEXするならウチらとパコろうよ！！（8月16日、kira☆kira）
- 妄想！？現実！？近所のデカ尻人妻のTバックがいつも透け見え！…な気がして暴走ピストン 乙アリス（8月16日、ムーディーズ）
- イジメっ子ギャルたちの溜まり場になったボクの部屋！ 下品にアナルを押し付けられる朝まで杭打ちオールナイト乱交 乙アリス 百永さりな AIKA 逢見リカ（8月16日、ムーディーズ）
- 巨尻ブリブリ振って痴女ッてくる隣人ドスケベ団地妻「密着デカ尻プレスで君のおチ○ポ犯してアゲル」 乙アリス 弥生みづき（8月23日、痴女ヘブン）
- 性欲処理専門セックス外来医院20 特別編 祝20作品目Anniversary【ますます妄想拡大!リクエスト企画祭り】みひな  乙アリス  広仲みなみ  佐野なつ  都崎あやめ  希咲那奈  大槻ひびき（8月25日、SODクリエイト）
- ヤリマンワゴンが行く！！ハプニング ア ゴーゴー！！乙アリスとリズの珍道中～史上最強性欲！今一番キテるギャルがマジキチ過剰発情でオマ○コ堤防決壊の大洪水！～（9月6日、桃太郎映像出版）
- ママ友の溜まり場 メスイキ中出しサークル ～新米パパの僕が完全メス化させられちゃった1日～ 乙アリス 浜崎真緒 大槻ひびき 波多野結衣（9月6日、ムーディーズ）
- 亀頭＆アナルW舐め吸い鬼フェラ遊戯クライマックス 浜崎真緒 乙アリス（9月6日、ムーディーズ）
- 昔ズリネタにしていた地元の巨乳ヤリマンビッチ先輩とデリヘルでまさかの再会！デカチンがバレて試しハメ強要されたら即潮射！巨根を気に入られ一夜限りの発射無制限生本番で中出ししまくった。 乙アリス（9月6日、LUNATICS）
- ダンナが不在中、デカ尻で誘惑してくる隣人人妻がムリやり押し掛け逆不倫生中出しW巨尻ハーレム（9月13日、ケイ・エム・プロデュース）
- 合体したまま動けない！【チャンス到来】 兄貴の彼女さんの丸見えアナルを美味しく頂いちゃったボク。 乙アリス（9月20日、ムーディーズ）
- 唾液汁ぶっかけ顔面舐めレズ（9月20日、ゑびすさん/妄想族）
- 体育大生の汚部屋にクレーム凸したらヤられてヤって抜かずの連続中出し57発（9月22日、Materiall）
- 星宮ゆのん レズ解禁 〜義姉に恋した私〜（9月22日、アイエナジー）
- いいなり変態M女の野外露出輪●調教！！ 乙アリス（9月27日、MERCURY（マーキュリー））
- 犯●れる巨乳ギャル～3SEX 乙アリス（9月27日、セレブの友）
- 朝がくるまで射精させる種搾りプレス 乙アリス（9月27日、痴女ヘブン）
- レースクイーンの汗蒸れパンストダブル足コキ（10月4日、ゑびすさん/妄想族）
- 進学のために大嫌いな進路指導の先生にアナルを捧げて… イヤだけどこっそり自ら媚薬をアナルとマ●コに塗りたくり2穴昇天！何度も中出しおねだりしちゃった早漏ケツ穴ギャル 乙アリス（10月4日、ムーディーズ）
- ヤリマン巨乳ビッチギャルに無限射精させられた男たちの末路！ 乙アリス（10月11日、犬/妄想族）
- 【4K】彼女の居ぬ間にギャルビッチお姉さんに痴女られました… 乙アリス（10月15日、クリスタル映像）
- 「終電ないからホテル行くよ！」 飲み会でホロ酔いデカパイ女上司が豹変ドSビッ痴！朝まで淫語まみれ挟み撃ち連シャ2次会 乙アリス 新村あかり（10月18日、OPPAI）
- おしかけ！ 爆乳ギャルハーレム性活 乙アリス 有岡みう 菊池まや 田中ねね（10月18日、E-BODY）
- ベロ腹密着鼻舐めレズ（10月18日、ゑびすさん/妄想族）
- 潮吹き中出し特化型アクメエステ天国 乙アリス（10月19日、BonキュンBon）
- 「突然、咲いた恋とレズ」 ベロキスクンニでデコレーションされたHカップとHカップの百合記録（10月25日、レズれ！）
- 【4K】4K Revolution コスかわいいが…止まらない。 乙アリス（10月29日、クリスタル映像）
- 無防備なデカ尻ギャルに即ハメ！性欲モンスターになった痴女ギャルが翌日勝手に押しかけてきて満足するまで何度も中出しさせられた… 乙アリス（11月1日、ディープス）
- 悪魔的スローな射精コントロール じっくり肉棒ペットを弄ぶ肉感痴女 乙アリス（11月1日、Fitch）
- 【4K】彼女のお姉さんに痴女られました…潮吹き無双な爆乳金髪ギャルビッチな姉と彼女の留守中に何度もハメて完全ドハマりしたボク。 乙アリス（11月8日、クリスタル映像）
- 3回留年してるヤリマンギャルに目をつけられた僕は、授業が終わるたびチ○ポ弄られるけど休み時間10分ではイカせてもらえず、授業中も勃起継続させられたあげく放課後キンタマ空っぽになるまでヤられまくった 乙アリス（11月8日、アリスJAPAN）
- 即ヤリ専門！入室5秒で悩める絶倫M男君をビンビンにさせる派遣お姉さん 乙アリス28歳（11月10日、DANDY）
- デカ尻マン開！満面笑みのイカれギャルが甘々な声で誘惑 肉アツ尻でズッぽし猛烈セックス 乙アリス（11月15日、MARRION）
- アナルM風俗通いがバレて…嫉妬に狂った彼女に前立腺がバカになるまで土下座メスイキさせられたボク 乙アリス（11月15日、ムーディーズ）
- マジックミラー号×Materiall セックスontheビーチ狙いのチャラ男ども自慢のテク試してみる？逆3ピーW巨乳挟み責めに耐えたら中出し連チャン！逆ナンパSP！（11月23日、Materiall）
- ～喉奥姦通～ 乙アリス（11月30日、さんじのおかず）
- 欲求不満を隠す気が無い絶倫性欲ギャル叔母さんの無自覚巨乳挑発に我慢できず何度も孕ませ中出しした。 乙アリス（12月6日、LUNATICS）
- 女帝遊戯（12月6日、アタッカーズ）
- イラマチオ（12月6日、ゑびすさん/妄想族）
- 乙アリスの凄テクを我慢できれば生★中出しSEX！（12月6日、ワンズファクトリー）
- BAKU乳！DEKA尻！圧迫濃厚セックス 乙アリス（12月16日、マキシング）
- W爆乳痴女と逆3Pアナル中出しハーレムSEX 乙アリス 吉根ゆりあ（12月20日、ムーディーズ）
- 痴女ギャル 乙アリス（12月20日、ゑびすさん/妄想族）
- アナル丸出しローレグ尻でコスプレ配信する愛娘の肛門に我慢できずデカチン生ハメ！未成熟アナルをチ○コがストロークする快感で肛門イキするまでの尻穴開発記録 2 乙アリス（12月20日、ディープス）
- 【4K】一回の射精で終わると思ったら大間違いなんだから… 乙アリス（12月24日、クリスタル映像）
- チクビアン5 ビンビン乳首こねくりレズ性交（12月27日、レズれ！）
- 相部屋二穴NTR ボクのために封印したアナルに最低上司のチ○ポをねじ込まれ堕ちたギャル彼女。 乙アリス（12月27日、ダスッ！）

- ダンスで蒸れた足コキ（1月17日、ゑびすさん/妄想族）
- いじわるご奉仕 癒しの巨尻ソープ嬢 乙アリス（1月17日、MARRION）
- 【神ギャル殿堂入り】やっぱりギャルが最強説！vol.6（1月17日、チキチキカマー/妄想族）
- 【シコり過ぎ注意】 個撮・ドスケベ娘・肉尻・ギャル・中出し・ハメ撮り（1月17日、チキチキカマー/妄想族）
- 終電逃して泊りにきた巨乳先輩たちが金曜夜から月曜朝まで精子残量0確定の追撃無限囲い撃ち！ 乙アリス 新村あかり 浜崎真緒（1月17日、OPPAI）
- 【4K】追撃の達人 一回の射精で終わると思ったら大間違いなんだから… 乙アリス（1月24日、クリスタル映像）
- 常に耳元で囁き続ける 媚薬キメセク淫語痴女 脳内バグらせハーレム中出し逆3P 乙アリス 浜崎真緒（1月24日、本中）
- 乙アリス 朝から晩まで中出しセックス 48（1月28日、アイエナジー）
- セクハラママさんバレー! 5 ハイレグブルマ姿の人妻12人が挑む過酷なエロトレーニング（2月14日、かぐや姫Pt/妄想族）
- 接吻コントロール 乙アリス（2月20日、ワープエンタテインメント）
- 〆豚小屋女体家畜PLANT COMPLETE SELECT（2月21日、ドグマ）
- M男クン家にデカ尻ギャルGOGOデリバリー！「W巨尻プレス杭打ち中出しで犯してやるからな」 乙アリス 弥生みづき（2月21日、ムーディーズ）
- 栗の華の匂いと愛液に塗れた、濃厚ドロドロ御籠りセックス。 乙アリス（2月28日、オーロラプロジェクト・アネックス）
- 先生に進路を相談したら風俗をすすめられた校内一のヤリマンギャル（教え子） 裏でこっそりNo.1風俗嬢の担任教師と風俗体験むっちりハーレム逆3P中出し 乙アリス 夕季ちとせ（3月7日、ムーディーズ）
- MM号特別編 仲良しAV女優2人組がイキ潮3000ml噴出チャレンジ！W潮吹きで連続イキした決壊オマ○コにデカチン激ピストン中出し！inザ・マジックミラー 波多野結衣＆大槻ひびき/乙アリス＆真矢みつき/天馬ゆい＆佐野なつ（3月7日、ディープス）
- POP！ANAL FUCK！BEAUTIFUL FLOWER！！ 超マグナムペニス肛門ローズエクスタシー 乙アリス（3月7日、ムーディーズ）
- 女帝遊戯 櫻井まみ 乙アリス 冬愛ことね 最上さゆき（3月7日、アタッカーズ）
- 危険日直撃!!子作りできるソープランド43 乙アリス（3月9日、アキノリ）
- 世間ではセックスモンスターと呼ばれてます！Hカップ美人ショートカットビッチギャル騙し種付け強●中出し 乙アリス（3月14日、ボニータ/妄想族）
- 素人娘の全裸図鑑 29 今時の女の子13名が恥らいながら脱衣していく様子をじっくり撮影した、変態紳士のためのヘアヌードコレクション（3月21日、かぐや姫Pt/妄想族）
- 【4K】猥褻BODYべろキス中毒 VII 乙アリス（3月28日、クリスタル映像）
- M男たべちゃいました お姉ギャルにひたすら見つめられ可愛がられる肉欲サンドバッグ 乙アリス（3月28日、桃太郎映像出版）
- 夜遊び尻GIRL Vol.02（4月4日、オーロラプロジェクト・アネックス）
- いちゃラブ宅飲み濃厚べろちゅう密着せっくちゅ 乙アリスが彼女になった日（4月4日、桃太郎映像出版）
- どこでもおしっこ! 素人娘の大放尿30人 スロー再生でじっくり鑑賞できるマニア向け映像 7（4月4日、かぐや姫Pt/妄想族）
- MGC ACT.2 MAX GIRLS COLLECTION 2023（4月4日、マックスエー）
- 【誰でもSEX強者になる】絶倫育成ごっくん＆中出しソープ 乙アリス（4月6日、Materiall）
- 挑発面接室 乙アリス（4月7日、ワープエンタテインメント）
- 逆3P専門の痴女デリヘルを呼んだら 昔、俺をイジメていた女達がやってきた… 生意気な日焼けムッチリ巨乳ギャルを金とチ○ポで肉便器調教！ 乙アリス ちゃんよた（4月18日、Fitch）
- 潮吹きアナル舐めさせ痴女（ギャル）暴走ケツ穴マーキングでむせるような肛門フレーバーを味わわせ尻穴ヒクヒク失禁SEXで小便ハメ潮を飲ませ狂う金髪デカ尻ビッチちゃん（4月18日、ディープス）
- お前、けつあな確定な。ドM雌豚OLは今日もアナルを掘られるために遅刻する。 乙アリス（4月25日、ダスッ！）
- 夫に感化され見た目も性格も変わるも純情を取り戻した巨乳巨尻妻 乙アリス（4月30日、マーザー）
- 復讐スイートルーム（5月5日、ドリームチケット）
- ヤンキーだけど乳首超弱っ！！いつもバカにしてたチー牛童貞に敏感チクビこねくられ涙目でブチギレながらガクブル痙攣大絶頂！！！ 乙アリス（5月9日、ケイ・エム・プロデュース）
- あなたのチ●ポ洗います。8 素人アルバイト 8人（5月9日、かぐや姫Pt/妄想族）
- 時間停止チューバー（6月8日、ROCKET）
- 乙アリスの野外で露出潮吹きビュンビュン丸！！（5月12日、MERCURY（マーキュリー））
- 令和なスタイルの新人ちゃん。 教育と称してそのプリケツもしっかり教育してあげます！ 乙アリス（5月16日、かぐや姫Pt/妄想族）
- 淫語で逆ナンパするW巨乳肉感痴女の圧迫男喰い 乙アリス 八乃つばさ（5月16日、Fitch）
- バイト先でも他人の家でも豪快にハメ潮を吹き散らすヤリマンビッチ先輩 乙アリス（5月23日、ロイヤル）
- デカ尻お姉さんが痴女ってくる 中出しOK回春アジアンメンズエステ 乙アリス（5月23日、痴女ヘブン）
- 「先っぽだけなら……」隣人の欲求不満デカ尻妻に先っぽ1cm筆下ろし挿入を童貞懇願交渉したら元ヤリマンマ○コの性欲を刺激してしまい自ら子宮奥までズボッ！とハメるケツ肉打ち付け騎乗位で連続中出し膣搾りされた。 乙アリス（6月6日、LUNATICS）
- 過激ギャル3人VSボク1人！！エロ包囲網の勝ち目無し！！最強ホットパンツギャルと1日ヤリまくりの乱痴気ハーレムSEXパーティー！！AIKA 乙アリス 川菜美鈴（6月13日、ケイ・エム・プロデュース）[48]
- 泥●逆爆弾ギャル！☆☆☆早朝の街角に泥●ギャル降臨！？媚薬飲ませて泥●エロギャルとしこたま中出しSEXキメこみました！ 乙アリス（6月13日、AVS collector’s）
- 絶頂中に音速ピストンで逝きじゃくる失神突き中出し性交 乙アリス（6月16日、BonキュンBon）
- ナンパした娘がくそ生意気なメスガキでエロマンガのような逆レ○プ搾精されてしまった 乙アリス（6月16日、マキシング）
- 炊事・洗濯・性欲処理 巨乳の金髪ギャルママの10人息子と連続セックス朝生活 乙アリス（6月22日、SODクリエイト）
- セクハラママさんバレー! 6 ハイレグブルマ姿の人妻11人が挑む過酷なエロトレーニング（6月27日、かぐや姫Pt/妄想族）
- ノーハンドフェラは奴隷の証! 8 手を使わずにフェラチオする10人の素人娘（6月27日、かぐや姫Pt/妄想族）
- 潜入捜査官、堕ちるまで… 淫虐の深淵 桜もこ（7月4日、アタッカーズ）
- 僕のことが好きすぎて隣室にまで引っ越してきたメンヘラ巨乳愛人に嫉妬乳首責めで骨抜きにされ妻に隠れて何度も射精させられた話 乙アリス（7月4日、LUNATICS）
- おしかけ！爆乳ギャルハーレム性活2 田中ねね 乙アリス 菊池まや 有岡みう（7月18日、E-BODY）
- 素人娘の全裸図鑑 31 今時の女の子12名が恥らいながら脱衣していく様子をじっくり撮影した、変態紳士のためのヘアヌードコレクション（7月18日、かぐや姫Pt/妄想族）
- おマ●コとアナルがハッキリ見える 5 素人娘の超接写オナニー 11人（7月25日、かぐや姫Pt/妄想族）
- M男くんを犯しにバイクに乗ってやってくる 極限露出で男漁り爆乳痴女ライダー 乙アリス（10月3日、ムーディーズ）
- ロリ乳牧場モノガタリ 秘密の牧場と種付け繁殖される奴●少女たち 田中ねね 乙アリス 沙月恵奈（11月9日、SODクリエイト）
- どこでもおしっこ! 素人娘の大放尿33人 スロー再生でじっくり鑑賞できるマニア向け映像 8（11月21日、かぐや姫Pt/妄想族）
- 女帝遊戯 菜月ひかる 櫻井まみ 乙アリス（12月5日、アタッカーズ）
- 【個撮】どこでもフェラ 13 11人（12月19日、かぐや姫Pt/妄想族）

- ごっくん淫語 耳元で聞く、ネバスペと喉越しごっくんのエロい音（10月22日、煩悩組/妄想族）
- カメラの前でおしっこする女 5（11月26日、グローリークエスト）

- 超密着接写 むっちむちエロコス11変化 爆乳豊満ハメ狂い 乙アリス（4月8日、AVS collector’s）
- 生意気なギャルメイドが超上から目線で悪口を浴びせながら抜きまくる逆3P罵倒淫語カフェ 黒咲華 乙アリス（4月15日、Fitch）
- 売れっ子ギャルAV女優が童貞筆おろし（5月8日、アイエナジー）
- 美人看守に膣痙攣で死刑宣告される神処刑。乙アリス 那賀崎ゆきね（6月12日、ChuChuGirl（チュチュガール））

- 上はごっくん 下は潮だく 変態に仕上がった全身名器なセフレとラブホ2時間休憩コース 乙アリス（5月13日、ケイ・エム・プロデュース）
- サエない僕に同情した女子校生の妹に「擦りつけるだけだよ」という約束で素股してもらっていたら互いに気持ち良すぎてマ○コはグッショリ！でヌルッと生挿入！「え！？入ってる？」でもどうにも止まらなくて中出し！18（5月22日、アイエナジー）
- 売れっ子ギャルAV女優が童貞筆おろし 乙アリス（5月28日、アイエナRISING）
- デカ尻ボインでムッチムチ♪ 乙アリス（6月3日、MARRION）
- 金髪ビッチギャルにいいなりマゾペットにされた僕 乙アリス（6月5日、プラネットプラス）
- 【4K】ヤリマンアリスの本気食い！！ 我慢できずに素人逆ナンSEX 乙アリス（6月7日、クリスタル映像）
- うらキン【コスH】【待ち合わせOP】【ハメ撮り】【NNあり】計4人とナマH映像集002（7月10日、うらキン）
- 見習いくの一が房中術（エロ）で不良を成敗する！ それイけ！くのいち乙羽ちゃん 実写版 販売数160，000部以上！AV初！？影分身3P性交！ 乙アリス（6月17日、ムーディーズ）
- 尻穴中毒同人コスプレイヤー発情アナルFUCK撮影会 乙アリス（6月17日、グローリークエスト）
- このメス女…只今発情真っ盛り！？乙アリスとしてみませんか？（6月24日、クリスタル映像）
- 専属 朝から夜まで薬漬けで汗と潮を撒き散らす24時間媚薬耐久コース 乙アリス（8月12日、million）

### アダルトVR

#### 水嶋アリス
- 照れるほど見つめられる乳首いじり 水嶋アリス（12月15日、ドリームチケット）

- 大好きなお兄ちゃんとエッチがしたい甘えん坊の妹アリスとVR SEX 水嶋アリス（3月3日、TMAVR）
- Re:エロから始まるVR異世界性活 〜イキ戻り1日目 フェラ抜き編〜（4月12日、TMAVR）幸田ユマ
- Re:エロから始まるVR異世界性活 〜イキ戻り2日目 SEX編〜（4月12日、TMAVR）幸田ユマ

- 制服美少女に100分間ず〜っと照れるほど見つめられる乳首いじりVR（4月20日、ワープエンタテインメント）□
- 目の前で見せつけられるお姉さん達のレズ乱交。レズビアンシェアハウスに連れてこられた僕。（12月7日、ビビアン レズVR）○

- 酔っぱらいお姉さんをお持ち帰り!…しようとしたら逆に飲まされ潰され気づいたらベッドの上…両手両足を拘束され淫乱覚醒したお姉さんにメチャメチャに犯された件 vol.2 水嶋アリス（4月24日、ホットエンターテイメント）
- 【VR】アナル舐めんせつ2 アナルを執拗にベロンベロン舐められながらインタビューに答えてくれた女のコ5名（5月28日、ホットエンターテイメント）□
- くすぐり失禁（7月8日、プリモ@VR）□
- HOW TOアナルSEX 水嶋アリス（10月2日、ホットエンターテイメント）

#### 乙アリス
- お姉ちゃんとえっちしよ?〜ショタコン姉の家に泊まりに行ったらすごいエッチな展開に… 乙アリス（12月18日、CASANOVA）
- 【神展開!】終電を逃した地味で大人しい後輩を家に泊めたら…実はH大好き【Gカップ巨乳ボイン】淫乱ビッチ誘惑全開で夜が明けるまで中出しSEXしちゃった【ラッキースケベ!】 乙アリス（12月21日、こあらVR）

- 一緒にイキたい 対面相互オナニー（1月7日、プリモ@VR）□
- 【ヤリマン数珠つなぎ】「あなたより極エロなヤリマン紹介してくれませんか?」セフレの友達はエロいのか! Gカップの美巨乳ビッチギャルと【潮吹き&ハメ潮】しまくりの生ハメ【顔射→ごっくん】SEX ありんこ（1月18日、こあらVR）
- #オナ電〜電話しながら興奮してオナニーしてる女子を盗撮したVR〜（2月19日、CASANOVA）□
- 集中女体責めVR〜乳首とお尻と陰部を犯す〜（2月26日、CASANOVA）□
- 巨乳美少女イイナリ調教「都合の良い女でもいいの…」性癖全開で心まで完全性支配 玩具アナル責め悶絶調教の記録 乙アリス（4月20日、ブイワンVR）
- 忙しいひとのための約10分で抜けるVR!! 父と母が不在の時にエッチを誘ってくる巨乳姉編（6月12日、Hunter）
- エリア最強No.1! 池袋ギャル系ピンサロ「ぎゃる&ぴ〜す」新人のあの子や人気No.1のあの子も通えば裏オプ間違いなし!? 花びら回転で抜きまくりヤリまくりの生本番!（6月25日、TMAVR）○
- バレたらマズい在宅勤務で巨乳彼女と濃厚エッチ オンライン会議中に乱入されて密かに行われるえっちな悪戯 乙アリス（7月2日、TEPPAN VR）

- 【VR】「一線こえちゃおっか…？」彼女が家族旅行で不在中、昔ボクの事を好きだった彼女の親友と2人きり…。 乙アリス（5月31日、レゾレボVR）
- 【VR】ハミ出しHcup爆乳人気レイヤーとぬるぬるプレイから連続中出し！受精確定のコスパコ撮影会！！ 乙アリス（6月14日、Cosmo Planets VR）
- 【VR】クラブで持ち帰られ最高のセックスかました地元の勝気ギャル先輩が興奮さめず僕のチ○ポで永久余韻FUCK 欲望丸出し下品淫語でボクをパワフル逆レ×プ 百永さりな 乙アリス（6月30日、ワンズファクトリー）
- M男くんを犯しにバイクに乗ってやってくる 極限露出で男漁り爆乳痴女ライダー（9月29日、ムーディーズ）

- 【VR】金髪爆乳ギャルにボロクソ貶されたい！！オンリーワン罵倒女子が集うデリバリーM性感 オモケナシClubに乙アリス入店 乙アリス（5月25日、kawaii）
- 【VR】オヤジが再婚したら…全裸族の3人のエロ姉ができました。スレンダーでキレカワな長女ひびきちゃん 金髪ギャルですんげぇ爆乳な次女アリスちゃん セックス覚えたてで一番性欲強い末っ子ゆみちゃん ボクの部屋は溜まり場（ヤリ部屋）に… 虹村ゆみ 乙アリス 大槻ひびき（6月1日、kawaii）
- 【VR】極上ギャルが在籍する風俗に行ったら勝手に挿入連続中出し強要 何度出しても止まらないデカ尻激ピス騎乗位！！乙アリス 【8K】（6月4日、P-BOX VR）
- 【VR】巨乳パパ活ギャルJ● に媚薬使ったら…毎晩ナマ中SEXのおねだりされてもう金玉残量0 乙アリス【8K】（6月18日、P-BOX VR）
- 【VR】極・変態ギャルママは【8K超肉感特化VR】いつも僕の息子をスッキリさせてくれる性の伝道師！！いいこいいこしてくれながらテカテカ＆舐めまくり淫乱性交VR 乙アリス（6月19日、肉きゅんパラダイスVR）
- 【VR】ウブで恥ずかしがり屋だった従妹と10年ぶりに再会したらまさかの超絶ヤリマンギャルに成長！帰省中に休む暇なくぶっこ抜かれまくった童貞のボク 乙アリス（6月27日、DOC）
- 【VR】【8KVR】果たして噂は本当なのか？勃起したアレを見せるとヤラせてくれると噂の先輩にオレの愚息を見せてみたッ！ 乙アリス（6月28日、CRYSTAL VR）
- 【VR】気持ちよくなってくれるの嬉しいけど、嬉しいんだけど 正直なところ…早漏すぎてアリスぜんっぜん満足できないから手コキも、フェラも、乳首舐めも、パイズリも、ピストンも0.5倍速 挿入持続スローSEXでいっぱい楽しませてもらうね 乙アリス（7月3日、kawaii）
- 【VR】専属『乙アリス』の肉体の全て、VRでお見せします─── 肉感ギャルのシコらせ特化コス3シチュエーション（8月15日、KMPVR）
- 【VR】全身性感帯となった身体は涎や汗を垂らしながらチ〇コを求め、ガニ股でびちゃびちゃの大量潮吹き 乙アリス（8月24日、ケイ・エム・プロデュース）

### イメージDVD
- 美少女のアナル / 大谷真那（2013年7月23日、OMEGAω）
- pureまん / 大谷真那（2013年9月23日、INTEC Inc）
- 清純令嬢 /久遠雫月（2019年2月23日、pistil）
- 放課後の秘密 揺れる百合のあやまち/嶋谷みずき（2019年11月28日、CRANE）
- Alice Nostalgic /水嶋アリス（2020年4月28日、Precious Beauty）[注 7]
- 親にはナイショの温泉一泊Take Love❤〜風呂でも部屋でも求めちゃう・エッチな彼女とやりたい放題〜 /水嶋アリス（2020年8月28日、オルスタックソフト販売）
- ヴィーナス・テルメ/水嶋アリス（2020年12月29日、オルスッタクソフト販売）
- Yeah！めっちゃ石垣 乙アリス（2023年3月24日、grace）

## 出演

### 映画
- 痴漢電車 変態の夢と現実（2017年12月29日公開、監督:山﨑邦紀、オーピー映画） - 詩音 役[49][50]
- 煩悩チン貸住宅 淫らな我が家（2018年1月19日公開、監督:関根和美、オーピー映画） – 佐伯優奈 役[51][52]

### オリジナルビデオ
水嶋アリス
- ダメージングヒロイン12 スパンデクサー コスモエンジェル（2019年10月11日、ZENピクチャーズ） - ・コスモエンジェル（戦士・スパンデクサー）役

### インターネットテレビ
- トイズハートプレゼンツ「ハートの部屋」
  - 第7回ゲスト（2017年6月15日、ニコニコ生放送）[53][54]
  - 第56回ゲスト（2019年5月13日、ニコニコ生放送）[55][9]
- 矢口真里の火曜The NIGHT（2018年4月4日、2019年7月3日、AbemaTV）[注 8]

### テレビ
- アイドルのア・ソ・コ♪ザ・ベストテン〜マシュマロ3d+が歌ってオナってヤラレちゃう!（2019年3月、パラダイスTV）[58]
- ビ〜チ9（2020年2月6・13・20・27日、テレビ埼玉） - マンスリーゲスト[59]
- とろサーモン久保田、テレビ局の枠を買う（2021年7月7日、チバテレ）[60]

### ラジオ
- ｢talking free｣ powered by INTEC（2019年11月10日、渋谷クロスFM）

### ゲーム
- 社長と美女たちの二重奏（2024年3月6日[61]、CREAM SOFT）- サイバーミスト 役[62]

### イベント
- ケイ・エム・プロデュース設立20周年記念イベント「真心こめて… ふれあいの大感謝デー」（2023年3月10日、東京・代々木LODGE）[63][64]

## インタビュー
- マシュマロ3d+からの刺客!ロリ美少女※水嶋アリスがエロ話しにご来訪!あーやんと一緒♪冬コミ裏話＆コスプレSEX願望を語る!AVデビュー直後、OL兼業時代の恐るべし日常!カラダで契約を…ナニコレAV?!【水嶋アリス・ロングインタビュー第1回】(2018年2月7日、FANZAニュース)[5]
- 「アイドルグループはみんなレズSEXすると良い!」マシュマロ3d+がひとつになったSEXの偉大さを熱弁!加入秘話から苦労話も激白!アイドルだけどチンポ大好き、イラマチオ気持ち良〜いって最高かよ!!【AV女優・水嶋アリスインタビュー第2回】(2018年2月14日、FANZAニュース)[65]
- 【禁断】リアル幼女時代から底知れぬ逸材!これはオナニー?幼馴染に乳首を赤ちゃんみたいに…『AVごっこ』初体験はかな〜り遅め!でも『処女喪失その翌日にまた処女喪失』こんなのアリ!?普通のエッチ体験も…ありま…ありますから…【水嶋アリスロングインタビュー第３回】(2018年2月21日、FANZAニュース)[43]
- ロリ顔に似合わぬ驚きの鉄マン娘!「膣圧でドリルバイブに勝っちゃいました!」▼夢は勝ち抜き勝負の・・・♡ファンの皆さまに少しでも報いたいこの娘、なんて尊いの!いっぱいSEXいっぱいしたい!!【AV女優・水嶋アリスロングインタビュー最終回】(2018年2月28日、FANZAニュース)[66]
- 【前編】「仕事以外にもやりたいことがあるんです!」と会社に宣言して、現役セールスレディでAV出演してました!& 性の目覚めが早すぎる!小学生でAV現場ごっこ!?【水嶋アリス 人気AV女優インタビュー】(2018年10月01日、XCITY)[4]
- 【後編】アリスちゃんこだわりのオナニー感。ナカにオモチャは入れないの!本物主義だから。&譲れない男性器の原則は、「○め」「○め」「ちょっと○め」!【水嶋アリス 人気AV女優インタビュー】(2018年10月12日、XCITY)[67]
- 【マシュマロ3d+リーダー・水嶋アリスインタビュー!】「全然売れてない頃に『マシュマロをやりたい』って言ったら断られたんですよ」「『あの子たち（無理やり）やらされているの?』ってお客さんに言われたりもして(笑)」前編（2019年7月13日、デラべっぴんR）[68]
- 【マシュマロ3d+リーダー・水嶋アリスインタビュー!】「『そんなにできないんだったら辞めれば』とかめっちゃ言われてました」「ファンは新しいメンバーが好きでしょ。私、明らかに古いし…」中編（2019年7月14日、デラべっぴんR）[69]
- 【マシュマロ3d+リーダー・水嶋アリスインタビュー!】「前はただのMかと思っていたけど、いまはMもSも兼ねている。イジるのが楽しい…」「上手いなあってのを全部吸収して持ち帰るんです。それを次の撮影で使うみたいな」後編（2019年7月16日、デラべっぴんR）[70]